# Новороссийский 1
Новоросси́йский 1 — посёлок в Большеболдинском районе Нижегородской области. Входит в состав Новослободского сельсовета.

## География
Посёлок находится в южной части Нижегородской области, на расстоянии приблизительно 18 км (по прямой) к юго-западу от села Большое Болдино, административного центра района.

## Население
| 1999 | 2002 | 2010 |
| ---- | ---- | ---- |
| 26   | ↘24  | ↘9   |

### Национальный состав
Согласно результатам переписи 2002 года, в национальной структуре населения русские составляли 100 % из 24 чел.